# Чиронське сільське поселення
Чиро́нське сільське поселення (рос. Чиронское сельское поселение) — сільське поселення у складі Шилкинського району Забайкальського краю Росії.
Адміністративний центр — село Чирон.

## Населення
Населення сільського поселення становить 899 осіб (2019; 1092 у 2010, 1370 у 2002).

## Склад
До складу сільського поселення входять:
| Населений пункт | Населення, осіб (2002) | Населення, осіб (2010) |
| --------------- | ---------------------- | ---------------------- |
| Кіроча, село    | 153                    | 133                    |
| Чирон, село     | 1088                   | 880                    |
| Усть-Ага, село  | 129                    | 79                     |